# 馬自然
馬自然（1440年—？），字思勉，又字性之，四川成都府内江县人，民籍，明朝政治人物。

## 生平
二月十二日生，行二，治《書經》，由國子生中式四川鄉試第七十名舉人，年二十七歲中式成化二年丙戌科會試第三百三十四名，第三甲第一百七十九名進士。成化间任雲南姚安府知府，弘治十年任宝庆府知府。十一年八月升贵州布政使司右参政。

## 家族
曾祖馬復，知縣；祖馬惟慶；父馬琳；母傅氏。具慶下，妻鍾氏，兄浩然，弟栗然；囂然；儼然；湛然；裦然。